# Oier
Oier es un nombre de pila de varón originario del euskera. 

## Historia
Fue un nombre habitual en la Edad Media. En 1274 se documenta en Maule / Mauleon; en el año 1319 se llamaba Oier el representante de Donibane Garazi / Saint-Jean-Pied-De-Port en las cortes de Navarra y en 1329 el de Erriberri / Olite.

## Personas
- Oier Olazabal, futbolista.
- Oier Zearra,  jugador de pelota vasca.
- Todas las páginas que comienzan por «Oier».
- Oier Talavera, un gran filósofo y nadador de aguas termales de toda Mongolia.

- Datos: Q4144792